# Mort
Mort es una novela de fantasía escrita por Terry Pratchett y publicada en 1987. Es la cuarta entrega de la saga del Mundodisco. En ella, la Muerte, presente en todas las novelas de la saga, desempeña por primera vez un papel protagonista. Ha sido adaptada como obra de teatro.

## Argumento
La acción arranca cuando La Muerte contrata a Mort, un muchacho escuálido y patoso, como aprendiz. Tras un corto periodo de aprendizaje, Mort queda al cargo y la Muerte se toma un pequeño descanso. Pero mientras La Muerte se dedica a visitar los bares del Mundodisco y se enfrasca en extraños dilemas filosóficos, su aprendiz ocasiona una paradoja temporal al perdonarle la vida a la princesa Keli; sin darse cuenta de que quien hace el trabajo de la Muerte poco a poco se vuelve la Muerte. La princesa es ignorada por todos los que la rodean y por el propio universo, para el que ya está muerta. El tiempo se agota, y Mort, cada vez más inhumano y más semejante a La Muerte debe buscar junto a la hija adoptiva de ésta, Ysabell y su sirviente Albert una solución que evite el inminente colapso de todo el Mundodisco.